# Фреголи, Леопольд
Леопольдо Фреголи (итал. Leopoldo Fregoli; 2 июля 1867, Рим — 26 ноября 1936, Виареджо) — итальянский актёр, режиссёр, сценарист, кинооператор. Один из пионеров кинематографа.

## Биография

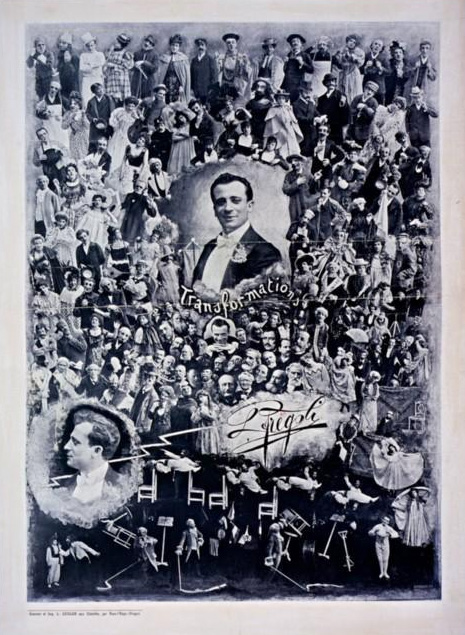
Афиша 1900 г.

Начинал как актёр-любитель, свои первые шаги к профессионализму сделал во время службы в итальянской армии во время Первой итало-эфиопской войны. Позже стал директором и постановщиком театра и казино. В Италии выступал в Риме, Генуе и Флоренции. Выступая во Франции, в Лионе встретил Огюста Люмьера, который продал ему проекционный аппарат с разрешением на его использование, которое Фреголи модифицировал и назвал Frégoligraphe, с которым начал снимать свои первые фильмы. Именно благодаря этому Frégoligraphe он заканчивал некоторые свои выступления проекцией кадров, показывающих его трансформации за кулисами.
Известен своим умением менять внешность по ходу действия и своей необычайной способностью к быстрой смене ролей, настолько, что, пока он выступал в Лондоне в 1890-х годах, распространились слухи о том, что Фреголи было не один. Он быстро развеял эти слухи, пригласив за кулисы журналистов и сомневающихся увидеть его за работой. Во время своих выступлений говорил 50 разными голосами, исполнял имитации и играл на трёх разных инструментах. Чревовещатель.
Гастролировал по всем крупнейшим городам мира, выступал в Аргентине, Бразилии, Испании, Британии, России, США и др.
Внесен в Книгу рекордов Гиннесса как самый быстрый и результативный исполнитель в мире. Его персональное шоу посмотрели более 2 000 000 человек по всему миру.
Умер в Виареджо. На его могиле написано: «Здесь Фреголи совершил свое последнее преобразование».
Его именем в 1927 году был назван Симптом Фреголи. В романе Набокова «Отчаяние» (1934) главный герой переодевается «необычайно быстро, с лёгкой стремительностью некоего Фреголи».

## Фильмография
- 1897: Partie de cartes;
- 1897: Fregoli al caffe;
- 1897: Fregoli in Palcoscenico;
- 1897: Danse serpentine;
- 1898: Fregoli al restaurant;
- 1898: Segreto per vestirci con aiuto;
- 1898: Fregoli retroscena;
- 1898: Fregoli retroscena;
- 1898: Pere Cotte;
- 1898: Fregoli donna;
- 1899: Fregoli al restaurant;
- 1899: Fregoli e signora al restaurant;
- 1899: Bianco e nero;
- 1899: Fregoli giochi di prestigio;
- 1899: Fregoli soldato;
- 1899: Burla al marito;
- 1899: Burla al marito;
- 1899: Fregoli barbiere;
- 1899: Maestri di musica;
- 1899: La serenata di Fregoli;
- 1899: Fregoli transformista.